# Fravia
Fravia или Франческо Вианелло (30 августа 1952 года, Оулу, Финляндия — 3 мая 2009 года, Брюссель, Бельгия) — реверс-инженер и хакер. Автор множества статей и неформальных учебных курсов, проводил лекции и онлайн-обучение, посвящённое техникам реверс-инжиниринга, стеганографии, а также методам поиска в сети. Накоплению данной информации был посвящён его веб-сайт Searchlores.org («Искусство поиска»), значимый для поколения хакеров 1990-2000-х. Будучи полиглотом и историком раннего средневековья по образованию, использовал в технических статьях отсылки к классической культуре: музыке, живописи, риторике, латыни. Применял понятие реверс-инженерии не только к программному обеспечению, но и к медиа, пропаганде, рекламе. На сайте находятся статьи и тексты обсуждений от его единомышленников.

## Биография
Получил диплом историка в университете Венеции в 1994 г. В 1999 защитил магистерскую диссертацию в области истории и философии. Проживал в Брюсселе с женой и тремя детьми. Скончался в 2009 году от рака.
Франческо также составил себе поддельную биографию, стремясь защититься от недоброжелателей. В ней он представляется финном по имени Фьярлар Равия.
Заслуги крэкерской деятельности Fravia при анализе ОС Windows упомянуты Ричардом Столлманом.

## Работы
- Francesco Vianello, Gli Unruochingi e la famiglia di Beggo conte di Parigi. (ricerche sull'alta aristocrazia carolingia) // Bollettino dell'Istituto storico italiano per il Medioevo 91 (1984).
- Francesco Vianello, Università di Padova, I mercanti di Chiavenna in età moderna visti dalla Terraferma veneta.
- Francesco Vianello, a poem he had written for the New Year 2007, in memoriam published in December 2009 in the E.C. Periodical Interalia. (4.27 MB)
- Fravia (ed.) Annotation and exegesis of Origo Gentis Langobardorum.[5]